# Винницко-Барская епархия ПЦУ
Ви́нницко-Барская епа́рхия (укр. Вінницько-Барська єпархія) — епархия Православной церкви Украины (ПЦУ) с центром в городе Виннице. Устав епархиального управления зарегистрирован Министерством культуры Украины 15 марта 2019 года. Приходы епархии находятся на территории всей Винницкой области.

## История и статистика
14 декабря 2018 года, в канун Объединительного собора, учредившего ПЦУ, митрополиту Винницкому и Барскому Симеону (Шостацкому), возглавлявшему тогда Винницкую и Барскую епархию УПЦ (МП), патриархом Константинопольским Варфоломеем была дана грамота, которой он вместе с «клиром и благочестивым народом» был принят «в юрисдикцию <…> Вселенского Престола» и освобождался «от всякой ответственности, или обвинения, или любого другого прещения, налагаемого на Вас каким бы то ни было церковным органом, и полностью принимая всё, что Вы делали как епископ и пастырь». 15 декабря 2018 года митрополит Симеон принял участие в Объединительном соборе и официально вошёл в созданную тогда же ПЦУ. При этом не произошло объединения возглавляемой митрополитом Симеоном епархии с Винницко-Тульчинской епархией бывшей УПЦ КП и Винницко-Брацлавской епархии бывшей УАПЦ, которые продолжают сосуществовать параллельно в рамках ПЦУ.
Согласно сведениям, приведённым в январе 2021 года митрополитом Симеоном, из около 320 приходов возглавлявшейся им перед переходом в ПЦУ Винницкой и Барской епархии УПЦ (МП) в Винницкую епархию ПЦУ с ним перешёл 51 приход, а также некоторые приходы соседних Тульчинской и Могилёв-Подольской епархий УПЦ.